# Coco Solo
Coco Solo es una localidad localizada en la provincia de Colón en Panamá, que albergó una base submarina de la Armada estadounidense, establecida en 1918 al noroeste de la Zona del canal; cerca de la Ciudad de Colón.

## Hospital Coco Solo
El Hospital de Coco Solo fue construido en el verano de 1941. El área que lo contiene fue transferida de la parte civil de la Zona del Canal a la parte naval cuando Franklin Roosevelt firmó el Decreto presidencial 8981 el 17 de diciembre de 1941. Durante la Segunda Guerra Mundial, Coco Solo sirvió además como instalación aeronaval, que almacenaba una escuadrilla de aviones P-38 Lightning. 

## Historia
Por la década de 1960 ningún navío ha dejado la zona, sólo algún personal de apoyo y alojamiento. Coco Solo también albergaba el Instituto del Lado Atlántico, Cristóbal Jr Sr High, el cual a finales de los años 1970 era también el Instituto para panameños de Rainbow City. También se localizaba la Comisaría, donde los lugareños adquirían alimento y vestimenta. Al final de Randolph Road estaba el Ft. Randolph Riding Club (una de tantas instalaciones de la Asociación de Jinetes de la Zona del canal). 
Desde principios de los años 1980 hasta mediados de los años 1990, Coco Solo fue utilizado por la Armada, el Cuerpo de Marines, y el Ejército estadounidenses como zona residencial y administrativa, para efectuar sus operaciones en la Isla Galeta.
Después de que la Zona del Canal fuera revertida a Panamá en 1999, las actividades militares estadounidenses terminaron tanto en Coco Solo como en la Isla Galeta.

## Actualidad
Actualmente, Coco Solo tiene un puerto con dos terminales de contenedores, incluyendo la Terminal Internacional Manzanillo, el terminal más grande de contenedores en América Latina.
En cuanto a la zona residencial, solo quedan pocas viviendas y edificios luego de que en la década del 2000 las edificaciones presentaran un constante deterioro, sumado a la expansión del puerto de Manzanillo. A finales de la década del 2010 fueron demolidas las viviendas más cercanas al puerto.

## Personas destacadas
- John McCain
- Sebastián Cervantes

- Datos: Q1105400
- Multimedia: Naval Station Coco Solo / Q1105400